# Joyce Borini
Joyce Magalhães Borini (San Paolo, 22 marzo 1988) è una calciatrice brasiliana, difensore del Sion.

## Carriera

### Club
Joyce Borini giocava a calcio a 5 in Brasile, prima di passare al calcio a 11 trasferendosi in Europa. Nel 2012 si è accordata con la società spagnola del Torrejón, con la quale ha vinto i play-off promozione in massima serie. Dopo che il club rinunciò all'iscrizione in Primera División, si accordò col Rayo Vallecano, col quale fece il suo esordio in Primera División e giocando sia come terzino sinistro che come ala sinistra. Nella stagione successiva passò al Huelva, vincendo a fine stagione la Coppa della Regina. In una stagione nella squadra andalusa ha messo a segno 13 reti, suo massimo numero di reti realizzate in una sola annata.
Nell'estate 2015 cambiò nuovamente squadra, passando al Valencia. Ha giocato per la società valenciana per tre stagioni consecutive, giocando da titolare a centrocampo. Nel 2018 si è trasferita al Granadilla Tenerife, giocando con la società canarina sempre in Primera División per due stagioni di fila. Per la stagione 2020-2021 ha firmato un contratto col Madrid CFF, tornando nella capitale spagnola dopo 7 anni.
Nell'estate 2021 ha lasciato la Spagna dopo 9 anni per trasferirsi in Italia alla Roma, partecipante al campionato di Serie A. È rimasta alla Roma una sola stagione, collezionando solo cinque presenze in campionato. A fine luglio 2022 si è accordata col Como, società neopromossa in Serie A.

### Nazionale
Joyce Borini ha fatto il suo esordio nella nazionale del Brasile il 26 novembre 2017, scendendo in campo nel corso del secondo tempo dell'amichevole vinta 4-0 sul Cile, marcando tre giorni dopo la seconda presenza sempre contro il Cile. Nel luglio 2018 venne inserita nella rosa della nazionale che prese parte al Torneo delle Nazioni 2018, torneo internazionale a invito e organizzato negli Stati Uniti, giocando due delle tre partite disputate dal Brasile.
Nell'aprile 2019 è stata convocata da Vadão per l'amichevole contro la Spagna, preparatoria al campionato mondiale 2019, senza venir poi inclusa nella rosa che giocò il mondiale, venendo schierata titolare. Il 1º settembre 2019 ha giocato da titolare la finale del Torneio Internacional, persa dal Brasile ai tiri di rigore contro il Cile, sbagliando il rigore decisivo.

## Statistiche

### Cronologia presenze e reti in nazionale
| Cronologia completa delle presenze e delle reti in nazionale ― Brasile | Cronologia completa delle presenze e delle reti in nazionale ― Brasile | Cronologia completa delle presenze e delle reti in nazionale ― Brasile | Cronologia completa delle presenze e delle reti in nazionale ― Brasile | Cronologia completa delle presenze e delle reti in nazionale ― Brasile | Cronologia completa delle presenze e delle reti in nazionale ― Brasile | Cronologia completa delle presenze e delle reti in nazionale ― Brasile | Cronologia completa delle presenze e delle reti in nazionale ― Brasile |
| Data                                                                   | Città                                                                  | In casa                                                                | Risultato                                                              | Ospiti                                                                 | Competizione                                                           | Reti                                                                   | Note                                                                   |
| ---------------------------------------------------------------------- | ---------------------------------------------------------------------- | ---------------------------------------------------------------------- | ---------------------------------------------------------------------- | ---------------------------------------------------------------------- | ---------------------------------------------------------------------- | ---------------------------------------------------------------------- | ---------------------------------------------------------------------- |
| 26-11-2017                                                             | Ovalle                                                                 | Cile                                                                   | 0 – 4                                                                  | Brasile                                                                | Amichevole                                                             | -                                                                      | 72’                                                                    |
| 29-11-2017                                                             | La Serena                                                              | Cile                                                                   | 0 – 3                                                                  | Brasile                                                                | Amichevole                                                             | -                                                                      | 62’ 83’                                                                |
| 26-7-2018                                                              | Kansas City                                                            | Brasile                                                                | 1 – 3                                                                  | Australia                                                              | Torneo delle Nazioni 2018                                              | -                                                                      | 75’ 90+2’                                                              |
| 29-7-2018                                                              | East Hartford                                                          | Giappone                                                               | 1 – 2                                                                  | Brasile                                                                | Torneo delle Nazioni 2018                                              | -                                                                      | 46’                                                                    |
| 5-4-2019                                                               | Don Benito                                                             | Spagna                                                                 | 2 – 1                                                                  | Brasile                                                                | Amichevole                                                             | -                                                                      | 67’                                                                    |
| 1-9-2019                                                               | San Paolo                                                              | Brasile                                                                | 0 – 0 (4 - 5 dtr)                                                      | Cile                                                                   | Torneio Internacional 2019 - Finale 3º posto                           | -                                                                      |                                                                        |
| Totale                                                                 |                                                                        | Presenze                                                               | 6                                                                      |                                                                        | Reti                                                                   | 0                                                                      |                                                                        |

## Palmarès

### Club
- Coppa della Regina: 1

Huelva: 2015